# Мали Бребровник
Мали Бребровник (на словенски: Mali Brebrovnik) е село в Словения, Подравски регион, община Ормож. Според Националната статистическа служба на Република Словения през 2015 г. селото има 170 жители.